# Daimon
Ein Daimon (altgriechisch δαίμων daímōn, Plural daímones) ist in der griechischen Mythologie und Philosophie ein Geistwesen (siehe Dämon in den Religionswissenschaften). Der Begriff kann sich auf einen Gott oder auf die Seele eines Toten beziehen; meist sind aber Wesen gemeint, die einer von Göttern und Menschen zu unterscheidenden Klasse angehören. Die daimones vermitteln zwischen Göttern und Menschen. Ein besonderes Konzept ist das des „persönlichen“ Daimons, die Personifikation der Schicksalsbestimmung eines Menschen. Dem griechischen Daimon entspricht weitgehend der römische Genius.

## Geschichte

### Homer
Homer verwendet den Begriff selten. Im homerischen Sprachgebrauch dient er zur Bezeichnung göttlicher Einflüsse, die keiner bestimmten Gottheit zugeschrieben werden. Bei Hesiod erscheinen die daimones erstmals als wohlwollende Begleiter des Menschen. Ihm zufolge sind sie die abgeschiedenen Seelen der Menschen des Goldenen Zeitalters:
Aber nachdem nun jenes Geschlecht absenkte das Schicksal,

Werden sie fromme Dämonen der oberen Erde genennet,

Gute, des Wehs Abwehrer, der sterblichen Menschen Behüter,

Welche die Obhut tragen des Rechts und der schnöden Vergehung,

Dicht in Nebel gehüllt, ringsum durchwandelnd das Erdreich,

Geber des Wohls: dies ward ihr königlich glänzendes Ehramt.

### Platon
Im Platons Politeia wird beschrieben, wie die Moiren, die griechischen Schicksalsgöttinnen, den Menschen mit seinem Schicksal verbinden:

„Es spricht die Jungfrau Lachesis, die Tochter der Notwendigkeit [scil. Ananke]. Eintägige Seelen! Es beginnt mit euch eine andere Periode eines sterblichen und todbringenden Geschlechts, nicht euch erlost das Lebensverhängnis [=Daimon], sondern ihr wählt euch das Geschick. Sobald einer gelost hat, so wähle er sich eine Lebensbahn, womit er nach dem Gesetze der Notwendigkeit vermählt bleiben wird. Die Tugend ist aber herrenlos, von ihr erhält ein jeder mehr oder weniger, je nachdem er sie in Ehren hält oder vernachlässigt. Die Schuld liegt an dem, der gewählt hat. Gott ist daran schuldlos.“

Und weiter:

„Jene [Lachesis] habe nun einem jeden den Genius der von ihm erwählten Lebensweise zum Beschützer seines Lebens und zum Vollstrecker seiner Wahl mitgeschickt. Dieser Genius habe nun seine Seele zunächst zur Klotho gebracht und unter ihre den Wirbel der Spindel treibende Hand geführt, um das Geschick, welches jene gelost, zu befestigen. Nachdem er diese berührt hatte, habe er seine Seele alsbald zur Spinnerei der Atropos geführt, um ihren angesponnenen Faden unveränderlich zu machen. Von hier sei er nun stracks unter den Thron der Notwendigkeit getreten.“

Und im Phaidon begleitet der Daimon den Menschen bis hinter die Schwelle des Todes:

„Es wird gesagt, dass, wenn ein Mensch gestorben ist, der Daimon eines jeden, der ihn während seines Lebens zugelost erhalten hat, diesen nach der Stätte führe, wo die Seelen abgeurteilt werden.“

Der Daimon erscheint bei Platon als ein zwar der göttlichen Sphäre angehöriges, aber nicht eigentlich göttliches Wesen. Das Schicksal kann gut oder schlecht sein, die vom Daimon verkörperte Schicksalsbestimmung wird aber als zum Guten gerichtet gesehen, ähnlich dem Schutzengel im Christentum. So bei Menander:

„Neben jeden Menschen stellt sich gleich, wenn er geboren wird, ein Daimon, ein guter Mystagoge des Lebens; denn man darf nicht glauben, daß es einen bösen Dämon gibt, der das Leben schädigt, oder daß Gott böse ist, sondern es ist alles Gute; diejenigen aber, die nach ihrem Charakter schlecht sind […] sprechen dem Daimon die Schuld zu und nennen ihn schlecht, obgleich sie es selber sind.“

### Sokrates
Einen Sonderfall bildet das Daimonion des Sokrates. Dabei handelt es sich nicht um einen Daimon im Sinne eines eigenständigen Geistwesens, das einem Menschen begegnet. Vielmehr ist das Daimonion nach der Beschreibung, die Platon seinem Lehrer Sokrates in der Apologie in den Mund legt, eine innere Stimme, die Sokrates jedes Mal, wenn sie sich meldet, von etwas abrät, was er beabsichtigt, aber ihm nie zu etwas zurät. Platons Sokrates beschreibt diese Stimme als „etwas Göttliches und Daimonisches“ und als „Zeichen des Gottes“.

### Weitere Vorstellungen
Der Daimon ist also ambivalent oder gut, die Verwandlung der Daimones in teuflische Dämonen war einerseits der gegen das Heidentum sich richtenden christlichen Polemik zuzuschreiben, andererseits gab es auch die Vorstellung von zwei den Menschen begleitenden Daimones, einem guten und einem bösen, wobei dem bösen Daimon: – dem Kakodaimon (Κακοδαίμων) – dann die üblen Taten zugeschrieben werden können. So erscheint bei Plutarch dem Caesarmörder Brutus eines Nachts eine schreckliche Gestalt, die auf die Frage, wer oder was er sei, antwortet: „Brutus, ich bin dein böser Daimon, du wirst mich bei Philippi sehen!“
Von dem persönlichen Daimon ursprünglich getrennt ist die Gestalt des Agathos Daimon, einer wohlwollenden Gottheit, der man nach dem Gelage Trankspenden ausbrachte und die besonders im ägyptischen Hellenismus und der Hermetik ein ganz eigenes Profil bekam.